# ハーゲンベック動物園
ハーゲンベック動物園（Tierpark Hagenbeck（ドイツ語））はドイツ・ハンブルクの動物園である。所在地はシュテリンゲン地区(英語版) で、2007年に隣接して開園したハーゲンベック熱帯水族館（ドイツ語）ともども家族経営である。面積25ヘクタール、園内の歩道総延長は長さ6km超である。屋外に設けた多くの動物展示施設に加え、ハーゲンベック動物園には世界中から集めた植物も比較的多く植栽されている。

## 概要
父カール・ハーゲンベック (1810年–1887年) が動物商を創業した1863年以降、動物園開園後も場所を移して家族経営で続けてきた。当初「動物の園ハーゲンベック」Handels-Menagerieを1866年6月にザンクトパウリ地区Spielbudenplatzに設立し、その後、ハンブルク市内で場所を移す。1907年5月7日には子で同名の2代目カール・ハーゲンベック (英語版) が郊外の現在の場所に世界初の檻のない無柵放養方式による動物園を開く。
この動物園の歴代の住民で最も有名なのは17歳で来園したメスのセイウチのアンティエ (Antje) で、2003年7月に27歳で死亡するまで、長年、北ドイツ放送の動物番組のマスコットだった。またこの動物園は北ドイツ放送の連続テレビ番組「Leopard」、「Seebär＆Co」のロケ地であり、展示動物は出演もしている。
現在の行政区画はハンブルク市アイムスビュッテル地区 (Eimsbüttel) に属し、通称ハーゲンベック（Hagenbeck）。動物園へのアクセスにはバスと地下鉄U2を利用し、降車駅は Hagenbecks Tierpark 停留所。 

## 沿革

### 動物と人身売買
父カール・ハーゲンベックが珍しい動物の収集を始めたのは1863年で、鮮魚商として出入りするハンブルク港 (英語版) に荷揚げされるものから選んだ。やがて動物の取引が1870年代には本業より活況を呈するようになる頃、ハーゲンベックはヨーロッパで指折りの珍獣商として名をはせる。息子のハーゲンベックは1874年に動物を買い付けに世界を回る。ところがハーゲンベックは各地で集めた人々を使う「人間動物園」(英語版) を構想し、サモア人やサーミ (ラップランド人) を「まったく天然の人々」として展示する計画を実行する。サーミの人々はテントや武器、そりを並べた展示施設に数頭のトナカイとともに入れられた。

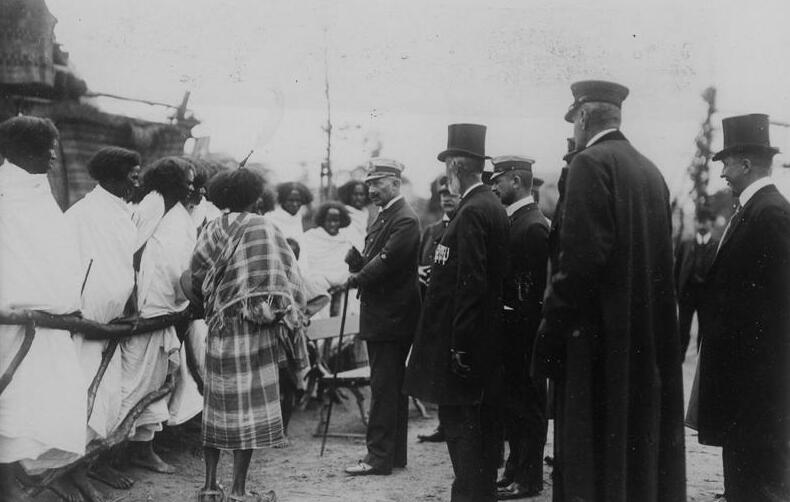
人間動物園を視察するドイツ皇帝ヴィルヘルム2世 (1909年)

「動物の園ハーゲンベック」をハンブルクに開園するのは1874年で、人間の展示も続けた。1876年になるとヨーロッパ各地で動物の商談の場を兼ねた移動見本市を開き、ヌビア人を展示する。またラブラドールに代理人を送り、ドイツ系のキリスト教宣教団がいたへブロン (英語版) の居住地から「エスキモー」 (イヌイット) を連れてくるように依頼し、ハンブルクの自分の施設で展示した 。
当初は人気を集めた動物見本市だったが、やがて写真の普及によりハーゲンベックの展示と現実の違いが知られるようになるに連れ、だんだんすたれていく。とうとう見本市を終えても1頭も商談が成立せず、多数の象をかかえたハーゲンベックはサーカスの興行をはじめる。また人間動物園の不人気を挽回するため、より本物らしい演出を考えるようになり、やがてその技術は動物園の展示にも影響を与える。

### 風景型の展示

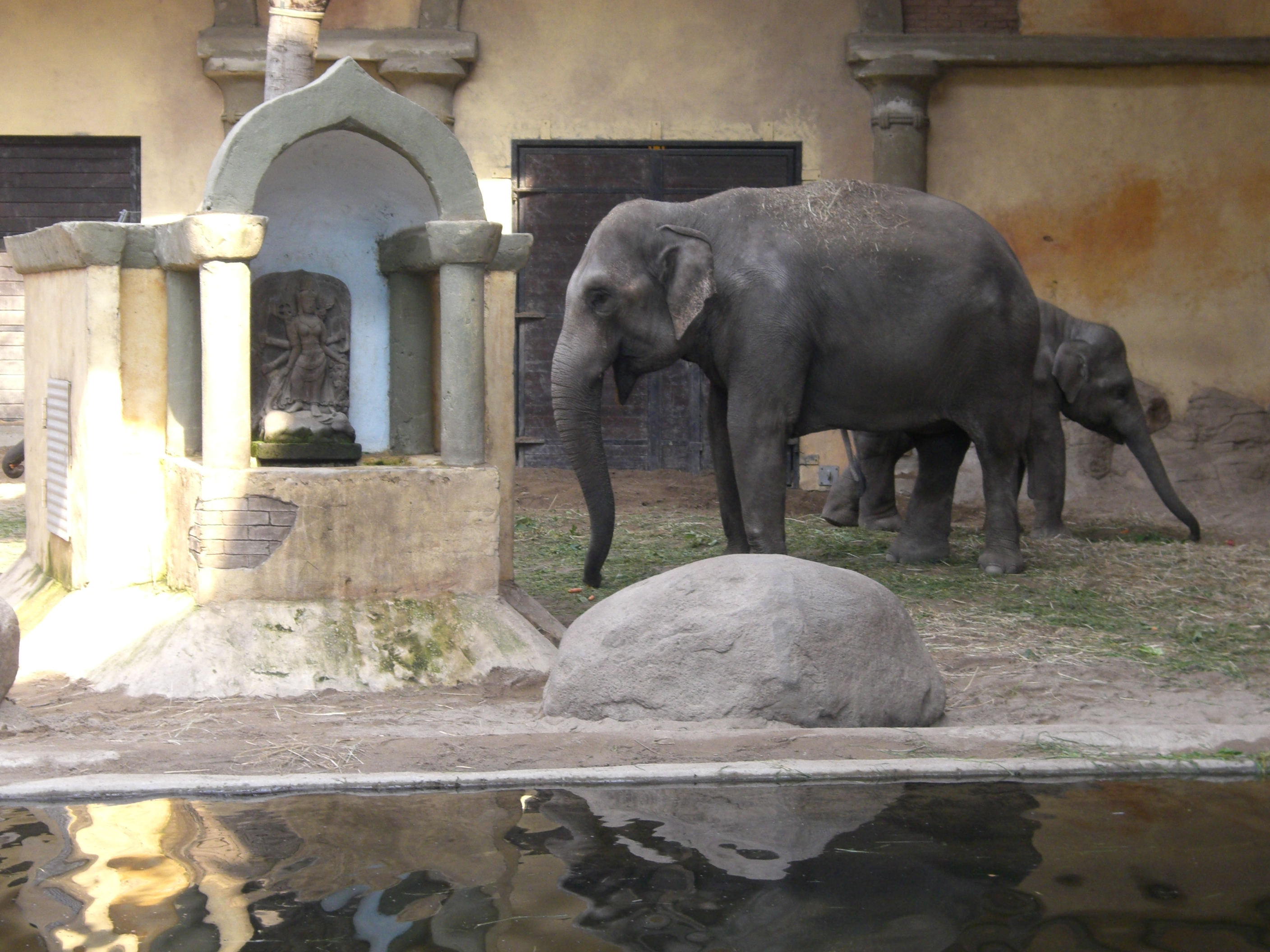
「動物の園ハーゲンベック」は世界で初めて来園者と展示施設の間を鉄の檻ではなく堀で仕切った。

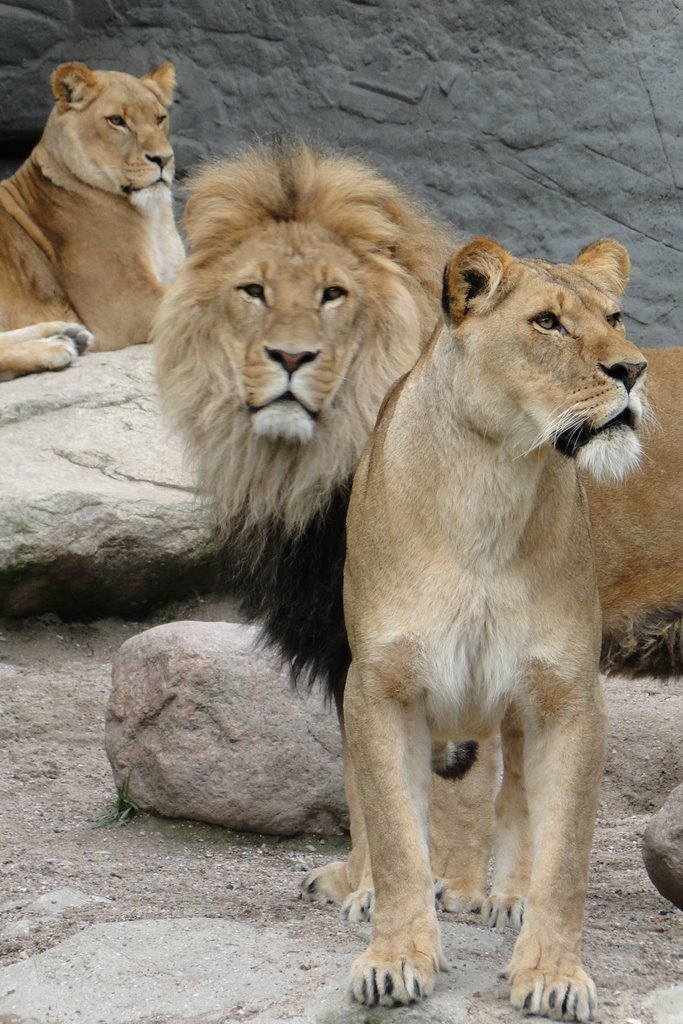
ライオン (ハーゲンベック動物園)

父カールを1887年に亡くした2代目カール・ハーゲンベックは、1890年代に入ると「パノラマ展示」を始め、特許を1896年に取得する。当初「北の風景」と名づけた展示区画は、前景に鰭脚類を、北極海に見立てたプールにセイウチを入れた。来場者の死角に当たるプールの陰に堀を配して、手前の区画にトナカイを、さらにもう1本堀を設けて奥にホッキョクグマを配した。堀が視界に入らないことから、来場者の目には動物たちがひとつながりの風景、つまり「パノラマ」におさまって見えたのである。
ハーゲンベックは1907年にハンブルク郊外に新しい施設を建設し、今日まで続く動物園を開く。名称は「動物の園ハーゲンベック」から「ハーゲンベック動物園」に改め、ドイツ語の綴りは「Tierpark Hagenbeck」に変えてあった。園内をすべて風景型展示にする計画であり、また当時の常識では熱帯気候の動物は温度と湿度調整ができる展示施設に入れるため維持費がかかったが、そのような展示方法で来場者と隔絶する必要はないと証明しようと考え、ここでも現実の生態に近づける展示方法を試みた。
サーカスを興行するハーゲンベックは動物の種ごとのジャンプ力を調べ、高さと距離のおおよそのデータを把握し、堀をほって空堀にしたり水を張るなど動物が飛び越えたりわたったりできない設備を作る。すると広々とした園内を眺めたとき、まるで自然環境のように多くの動物が目に入る演出が完成した。それまでの動物園では実施されたことのない、動物を種別に取り合わせる方法を始めたハーゲンベックは動物園の展示を改革した。この方法は動物園の人気を高め、ハーゲンベックは1911年に同じ様式でローマ動物園 (英語版) を設計する。1913年にはハンブルクの施設に初の猿山の展示を人工の岩場と深さ16-フート (4.9 m)の堀で作り、200頭前後のマントヒヒを展示した。
こうしてハーゲンベックは展示施設に動物の楽園と名づけ、「さまざまな動物が調和よく、生存競争を排除して暮らす」と説明した。

### ふたつの世界大戦

1930年代の園内 (Wilhelm Walther, Hamburg, 1-125-126-8117)

2代目ハーゲンベックが1913年に死去したあとも動物園は来園者の人気を保つが、やがてヨーロッパの政治情勢の影響を受ける。第一次世界大戦で飼育係の多くが徴兵を受けた。また民間の使役馬を軍が徴用したため、ハーゲンベック動物園のゾウやクマが索具を着けられ、石炭や薪の運搬に使われた。戦後は不況のため、2年間、扉を閉ざしている。さらに第二次世界大戦のハンブルク空襲で動物園も爆撃を受け、戦後、再建される。開園以来、同園はハーゲンベック家が経営を続けている。

### サルの脱走
1956年7月、動物園からマントヒヒ45頭が脱走してハンブルクの街に逃げ込んだ。民家の寝室や風呂場に侵入したサルに驚き、警察や消防署に通報が相次いだ。日用品を盗んで木に上ったり、他のサルに歯をむいたり吠えたりする姿が見られ、動物園の発表によると、警官や消防士、動物園の飼育係や学生が25頭ほどを捕らえたという。

### セイウチのアンティエ
同園は1976年にメスのセイウチ (タイヘイヨウセイウチ) を購入し、ハーゲンベックが姉の名を取りアンティエ (Antje) と名づけて飼育を始める。このセイウチはネットワーク局北ドイツ放送 (NDR) のマスコットに採用され (1983年–1996年)、2003年に死亡すると剥製がハンブルクの動物学系の博物館に展示される。日をおかずアンティエをモデルにセイウチの登場するアニメ「アンティエ、チガーとバー」が子供番組で放送される。2013年、オス1頭、メス3頭がモスクワの動物園から同園に迎えられた。